# Piu-Șerban Coculescu
Piu-Șerban Coculescu, cunoscut și sub pseudonimul Pius Servien, (n. 1902, București - d. 1959, Paris) a fost un scriitor și lingvist român. Prin studiile sale de teorie a ritmurilor a pus bazele lingvisticii matematice.

## Biografie
Piu-Șerban Coculescu (cunoscut și sub pseudonimul Pius Servien) s-a născut în București în 1902. Tatăl său, Nicolae Coculescu, era profesor de astronomie și, în 1908, înființase Observatorul Astronomic din București. Urmează studiile secundare la București, terminându-le la Paris unde, în 1920 își trece bacalaureatul în specialitățile matematică și filozofie. Se înscrie apoi la Sorbona, trecându-și licența în litere în anul 1925. Se întoarce în România, urmând cursurile Școlii de ofițeri de artilerie din Timișoara (1926-1927), după care revine la Paris. În anul 1930 își trece doctoratul la Paris cu teza „Ritmurile ca introducere fizică la estetică”. În continuare trăiește la Paris fiind conferențiar la Collège de France, activând în cadrul Centrului Național al Cercetării Științifice (Centre National de la Recherche Scientifique) și conducând diferite publicații științifice.
A fost membru corespondent al Academiei de Științe din România începând cu 21 decembrie 1935 și membru titular începând cu 4 iunie 1937.
A publicat numeroase lucrări, multe dintre ele sub pseudonimul Pius Servien, derivat din prenumele sale, dar fiind și o referire la romanul lui Anatole France Dorințele lui Jean Servien. Acestea au acoperit teoria probabilităților, fundamentele matematicii, relația dintre acustică și estetică, relația dintre limbajul științific și limbajul poetic. Piu-Șerban Coculescu a murit prematur, la Paris, în anul 1959 în vârstă de 57 de ani.

## Contribuții
Principala contribuție științifică a lui Servien-Coculescu este crearea unei teorii matematice a ritmului, vizînd o transcriere matematică a ritmurilor, în primul rînd a ritmului din poezie.
În studiile sale asupra limbajului, Piu-Șerban Coculescu pleacă de la premiza unității profunde a creației umane, indiferent de domeniul în care ea se manifestă: artă sau știință. Totuși el scoate în evidență opoziția dintre limbajul științific și cel poetic. În știință, fiecare frază are un sens unic determinat, fiecare afirmație științifică putând fi parafrazată și exprimată într-un mod diferit, dar perfect echivalent. Limbajul poetic are o infinitate de sensuri, orice frază lirică fiind un unicat, pentru care irepetabilitatea semnificațiilor este esențială. Coculescu compară fraza lirică poate fi comparată cu variațiile infinite ale unui chip omenesc.
Studiile sale de estetică încearcă se o definească ca pe o știință, bazată pe legi fizice, obiective. În ultima sa lucrare, Coculescu se ocupă de problema întâmplării și de teoria probabilităților, pornind de la considerente lingvistice și de la semnificația noțiunii de „întâmplare”. El arată că, în general, cercetătorii în domeniul teoriei probabilităților se străduiesc în primul rând să definească probabilitatea, ceea ce duce la eroarea de „petitio principi”, concluzia fiind inclusă în premizele raționamentului. Spre deosebire de acestea, analizele semantice ale lui Coculescu pornesc de la noțiunea de întâmplare și astfel ajunge să discute rădăcinile lingvistice ale teoriei probabilităților; după el, în matematică există exclusiv probabilitate – termen specific limbajului științific – și nu există întâmplare, termen specific limbajului poetic.
Ideile lui Piu-Șerban-Coculescu au folosit ca punct de plecare pentru formalizarea unor capitole din teoria limbajelor științific și liric, multe din ideile sale fiind dezvoltate de lingvistica matematică.

## Publicații principale
- Pius Servien Coculesco, Essai sur les rythmes toniques du français, Paris, 1925
- Pius Servien Coculesco,  Sur les propositions d'histoire littéraire qui peuvent être établies au moyen de fiches, Paris, 1929.
- Pius Servien – Lyrisme et structures sonores: nouvelles méthodes d'analyse des rythmes appliquée à Atala de Chateaubriand – Boivin, Paris, 1930
- Pius Servien – Les rythmes comme introduction physique à l'esthétique: nouvelles méthode d'analyse et leur application notamment à la musique, aux rythmes du français et aux mètres doriens – Boivin, Paris, 1930
- Pius Servien – Introduction a une maniere d'être – Boivin, Paris, 1932.
- Pius Servien – Principes d'esthétique: problèmes d'art et langage des sciences - Boivin,  Paris, 1935
- Pius Servien – Le Progres de la Metaphysique Selon Leibniz et le Langage des Sciences – Paris, 1938
- Pius Servien – Le Langage des Sciences. Paris, 1938)
- Pius Servien Coculesco – Langage des sciences et théorie du choix en sciences et en art. 1. Le Choix au hasard, mesure d'égalités physiques et calcul des probabilités – Paris, 1941.
- Pius Servien  - Base physique et base mathématique de la théorie des probabilités, vers une nouvelle forme de la théorie - Paris, 1942
- Pius Servien – Orient (suivi de Le cas Servien par Paul Valéry) - Paris, Gallimard 1942
- Pius Servien Coculesco – Mathématiques et humanisme : Le rythme, les rythmes de timbre dans la poésie grecque, sur les méthodes de critique textuelle du type Lachmann-Quentin – Paris, 1942
- Pius Servien – Probabilités et physique – Paris, 1945
- Pius Servien – Science et poesie - Paris, 1947
- Pius Servien – Hasard et  probabilités  - Presses Universitaires de France,  Paris, 1949
- Pius Servien – Esthétique: Musique, peinture, poésie, science Paris, 1953